# Cecil Griffiths
Pour les articles homonymes, voir Griffiths.
Cecil Redvers Griffiths, né le 18 février 1900 à Neath et mort le 29 juillet 1945 à Londres,, est un athlète britannique spécialiste du 800 mètres.

## Carrière
Sélectionné à l'âge de dix-neuf pour disputer les Jeux olympiques de 1920, Cecil Griffiths remporte la médaille d'or du relais 4 × 400 mètres aux côtés de Robert Lindsay, John Ainsworth-Davies et Guy Butler, devançant avec le temps de 3 min 22 s 1 l'Afrique du Sud et la France. 
Licencié au Surrey Athletic Club, il remporte le 880 yards des Championnats de l'Amateur Athletic Union en 1923 et 1925.
Il meurt le 29 juillet 1945 d'une crise cardiaque dans la station de métro de Golders Green de Londres.

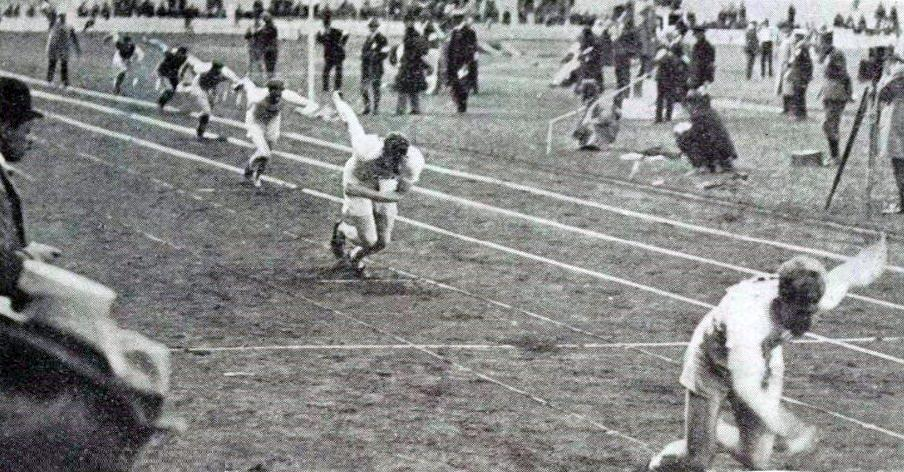
Départ de la finale du 200 mètres aux Jeux olympiques de 1920.

## Palmarès
| Date | Compétition     | Lieu   | Résultat | Discipline |
| ---- | --------------- | ------ | -------- | ---------- |
| 1920 | Jeux olympiques | Anvers | 1er      | 4 × 400 m  |